# Skrudalienas pagasts
Skrudalienas pagasts er en territorial enhed i Daugavpils novads i Letland. Pagasten etableredes i 1889, havde 1.501 indbyggere i 2010 og omfatter et areal på 99,50 kvadratkilometer. Hovedbyen i pagasten er Silene.